# Nancy Chepkwemoi
Nancy Chepkwemoi (* 8. Oktober 1993) ist eine ehemalige kenianische Mittelstreckenläuferin, die sich auf den 1500-Meter-Lauf spezialisiert hat.

## Sportliche Laufbahn
Erste internationale Erfahrungen sammelte Nancy Chepkwemoi im Jahr 2010, als sie bei den Juniorenweltmeisterschaften im kanadischen Moncton mit 4:11,04 min die Bronzemedaille im 1500-Meter-Lauf gewann. Im Jahr darauf gewann sie bei den Juniorenafrikameisterschaften in Gaborone in 4:09,25 min die Silbermedaille und bei den Crosslauf-Weltmeisterschaften in Punta Umbría belegte sie in 19:20 min den sechsten Platz im U20-Rennen und sicherte sich in der Teamwertung die Silbermedaille. 2012 belegte sie bei den Juniorenweltmeisterschaften in Barcelona in 4:09,72 min den vierten Platz über 1500 Meter und 2015 schied sie bei den Weltmeisterschaften in Peking mit 4:18,15 min im Halbfinale aus. Im Jahr darauf gelangte sie bei den Hallenweltmeisterschaften in Portland mit 9:07,63 min auf den zehnten Platz im 3000-Meter-Lauf und im August nahm sie über 1500 Meter an den Olympischen Sommerspielen in Rio de Janeiro teil und kam dort mit 4:15,41 min nicht über die erste Runde hinaus. 2020 bestritt sie ihren letzten offiziellen Wettkampf und beendete daraufhin ihre aktive sportliche Karriere im Alter von 26 Jahren.

## Persönliche Bestzeiten
- 1500 Meter: 4:03,09 min, 27. Juni 2015 in Watford
  - 1500 Meter (Halle): 4:08,46 min, 17. Februar 2016 in Athlone
- Meile: 4:28,66 min, 11. September 2015 in Brüssel
  - 3000 Meter (Halle): 8:49,06 min, 20. Februar 2016 in Glasgow